# Schwarzenburg
Schwarzenburg (toponimo tedesco; in francese Schwarzenbourg, desueto) è un comune svizzero di 6 827 abitanti del Canton Berna, nella regione di Berna-Altipiano svizzero (circondario di Berna-Altipiano svizzero); ha lo status di città.

## Geografia fisica
Gli ex comuni che oggi compongono Schwarzenburg hanno una superficie complessiva di 44,88 km².

## Storia
Il comune di Schwarzenburg è stato istituito il 1° gennaio  2011 con la fusione dei comuni soppressi di Albligen e Wahlern; fino ad allora Schwarzenburg era stata la località principale del comune di Wahlern, capoluogo del distretto di Schwarzenburg fino alla sua soppressione nel 2009.

## Monumenti e luoghi d'interesse

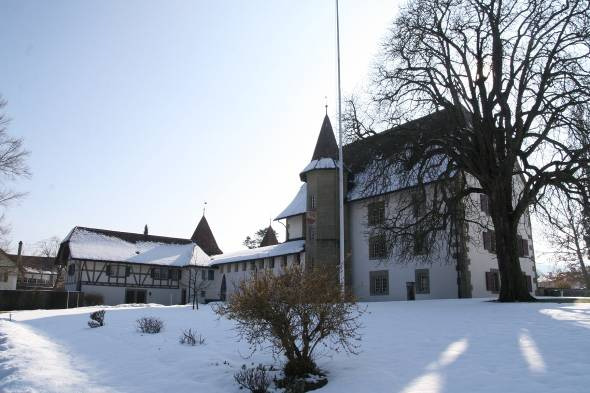
Il castello di Schwarzenburg

- Chiesa paritaria di Santa Maria Maddalena (Chäppeli), eretta nel 1463[1];
- Castello di Schwarzenburg, eretto nel XVIII secolo e ricostruito nel 1723[1].

## Società

### Evoluzione demografica
L'evoluzione demografica è riportata nella seguente tabella:
Abitanti censiti

## Geografia antropica

### Frazioni e quartieri
- Albligen[3]
  - Änetmoos
  - Harris
  - Wallismatt
- Wahlern[4]
  - Ausserteil
  - Dorfteil
  - Niederteil
  - Oberteil

## Infrastrutture e trasporti

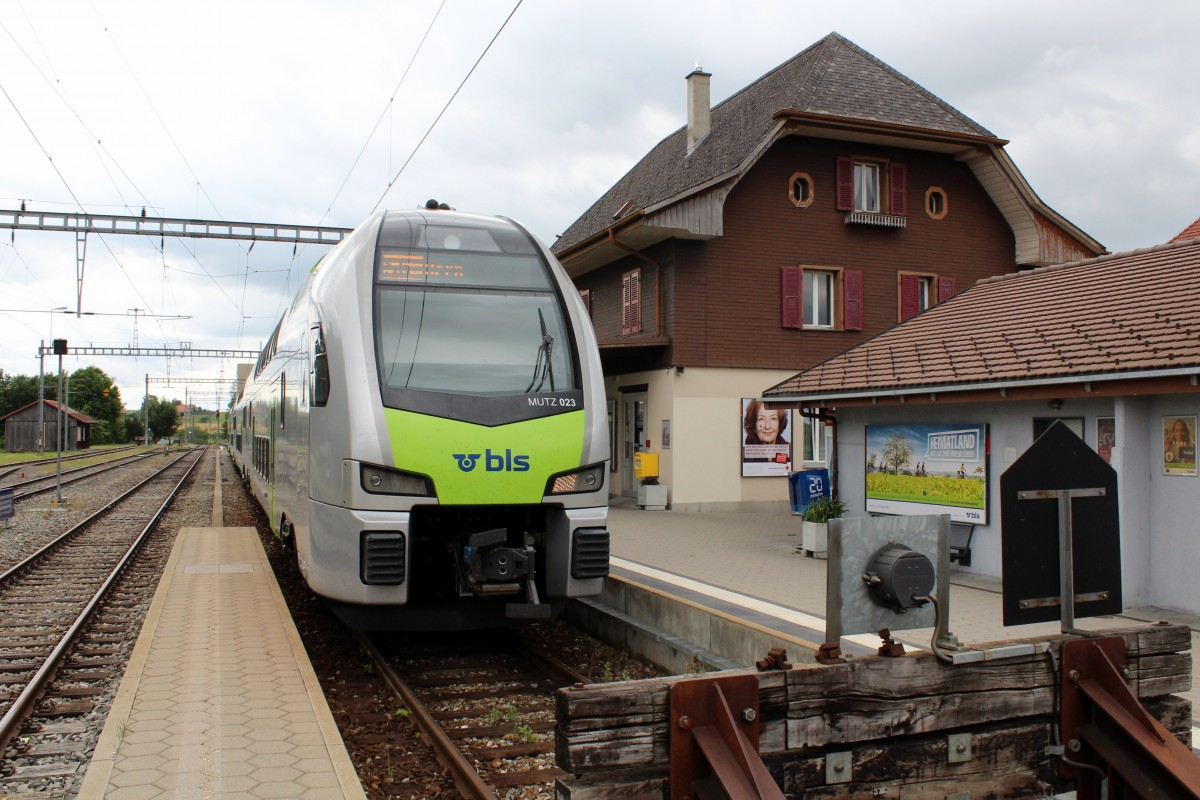
La stazione di Schwarzenburg

Schwarzenburg è servita dall'omonima stazione sulla ferrovia Berna-Schwarzenburg (linea S6 della rete celere di Berna).